# Kraftwerk Stammham
Das Kraftwerk Stammham ist ein Laufwasserkraftwerk  der österreichischen Verbund AG am Inn bei Stammham. Der südliche Teil der Anlage liegt auf dem Gebiet der Gemeinde Haiming.
Das Kraftwerk wurde von 1953 bis 1955 von der Innwerk AG erbaut. Es besteht aus einem fünffeldrigen Wehr und dem Krafthaus mit den drei Kaplan-Turbinen am linken Ufer. Eine Maschinenhalle fehlt, die beiden Portalkräne fahren im Freien. Das Stauziel liegt bei 355,1 m ü. NN. Eine Fischwanderhilfe ist nicht vorhanden.
Der Nachfolger der Innwerk AG, die E.ON Wasserkraft GmbH, verkaufte das Kraftwerk 2012 an die österreichische Verbund AG.